# Aero Norte
Aero Norte era una aerolínea del Perú, que tenía como base el Aeropuerto Internacional Capitán FAP Víctor Montes Arias, en Talara. Operaba en la costa norte del país hasta Lima. Quebró en 1980. Aún hay una unidad carguera que opera entre Talara y Piura.

## Destinos
- Lima
- Trujillo
- Chiclayo
- Piura
- Talara
- Tumbes

## Flota

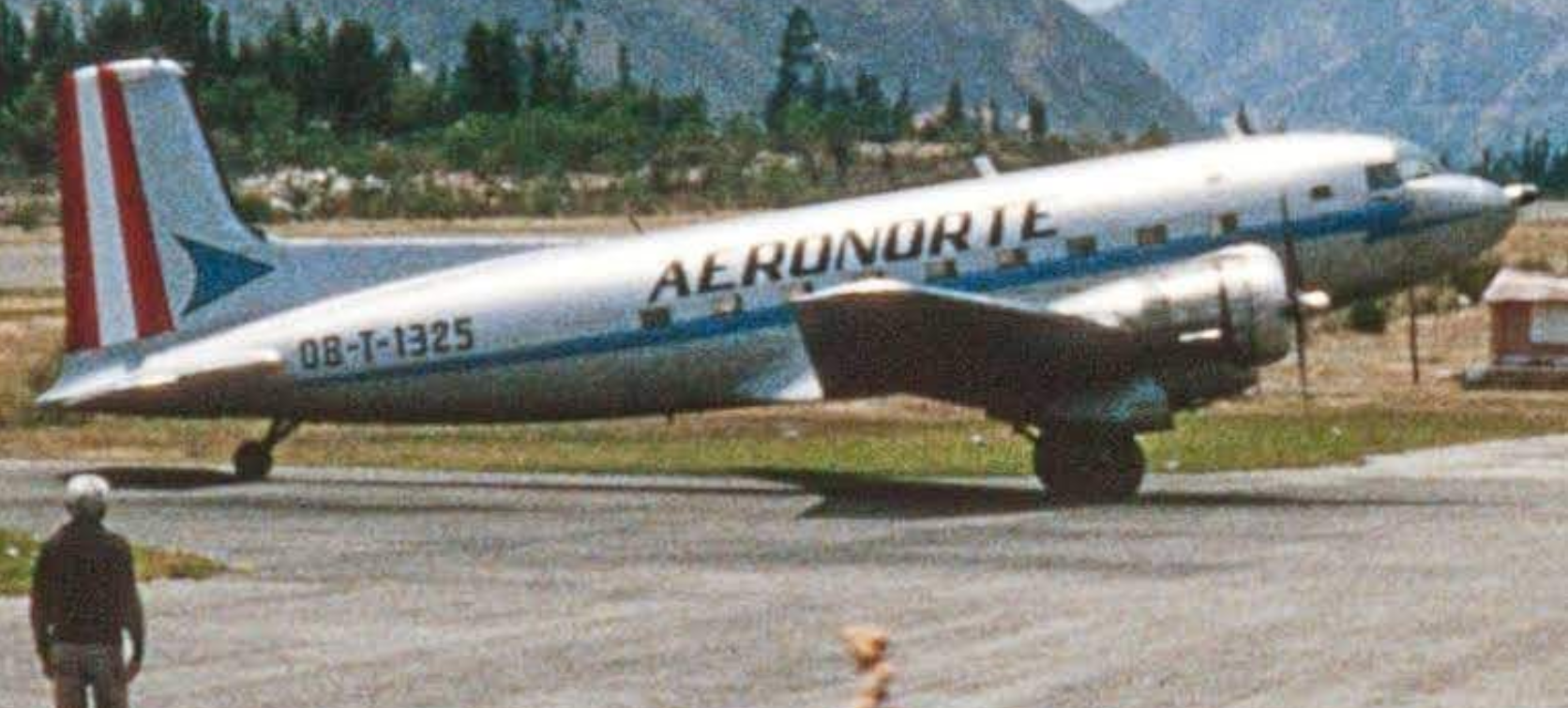

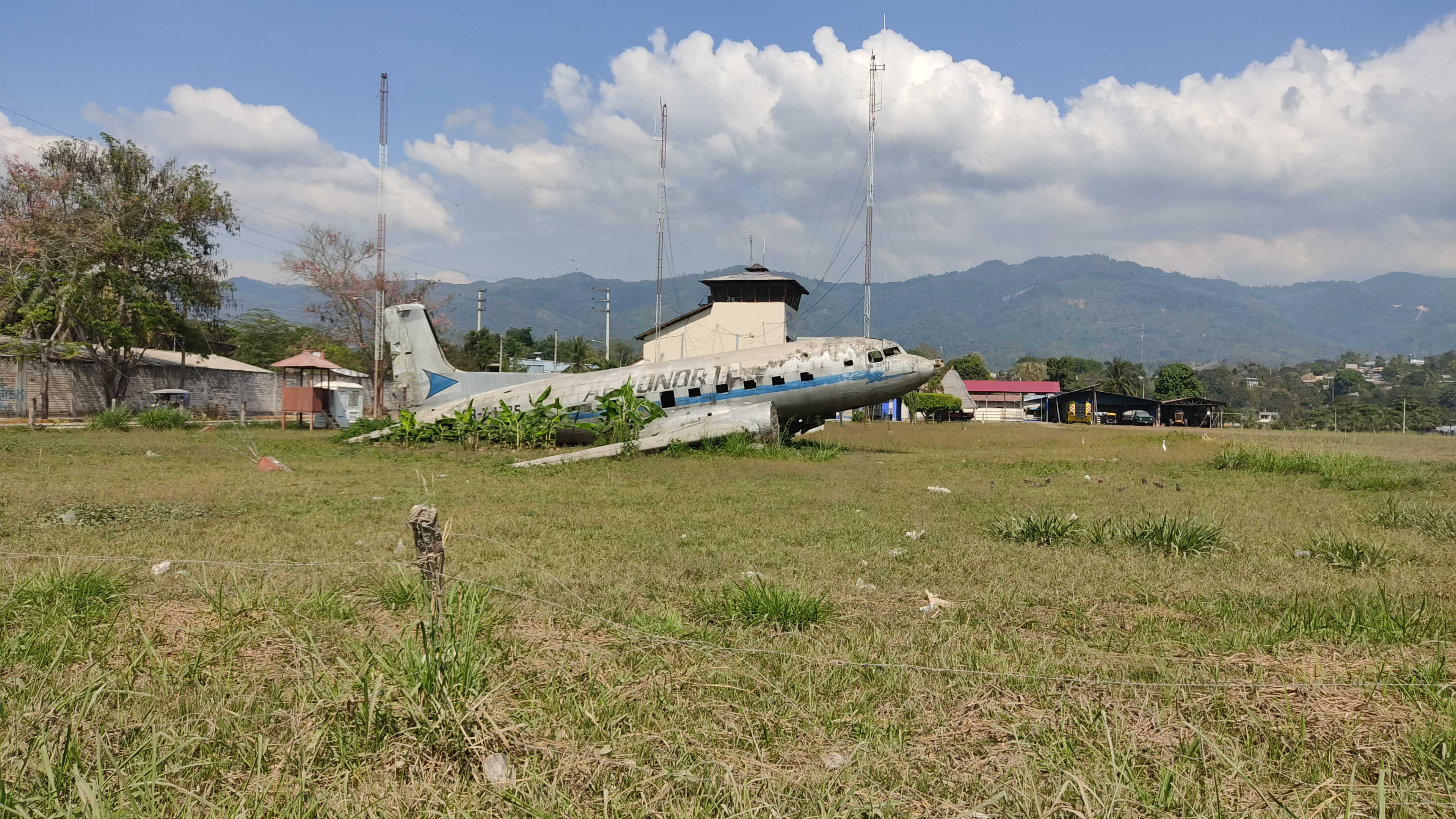

- Douglas DC-3S - Foto de origen desconocido, aun operativo Douglas DC-3S - Actualmente esta nave se encuentra abandonada en el aeropuerto de la ciudad de Juanjuí.

- Datos: Q5658864